# Capo San Vito
Capo San Vito è il capo col quale si conclude il golfo di Castellammare. Si trova nel territorio del comune italiano di San Vito Lo Capo, in provincia di Trapani.
A occidente vi è il Golfo di Macari e a oriente la cittadina di San Vito Lo Capo, la Riserva dello Zingaro e il Golfo di Castellammare.
Sulla punta vi è collocato un antico faro del 1859 della Marina Militare.